# 日本工学アカデミー
公益社団法人日本工学アカデミー（にほんこうがくあかでみー、英文：The Engineering Academy of Japan、英語略称：EAJ）は、日本の学界、産業界、国の機関などで工学・科学技術に顕著な貢献をし、広範な識見を持つ指導的会員によって組織されていて、工学・科学技術全般の進歩に貢献するために1987年に設立された。
国際工学アカデミー連合（英文：International Council of Academies of Engineering and Technological Sciences Inc.、英文略称：CAETS）の会員である。

## 概要
- 所在：東京都千代田区神田猿楽町二丁目7番3号ＨＫパークビルⅢ２Ｆ
- 設立：1987年4月16日
- 会長：安西祐一郎